# امیلی سایم
امیلی سایم (انگلیسی: Emily Syme؛ زادهٔ ۲۳ ژوئیهٔ ۲۰۰۰) بازیکن فوتبال اهل انگلستان است که در پست هافبک برای باشگاه بریستول سیتی در سوپر لیگ زنان انگلستان بازی می‌کند.
وی در تیم‌های ملی فوتبال زیر ۱۷ سال زنان انگلستان, زیر ۱۹ سال زنان انگلستان، و زیر ۲۱ سال زنان انگلستان بازی کرده است.